# Karl Morgen
Karl Morgen (* 19. März 1952) ist ein deutscher Bauingenieur.
Morgen wuchs in Isny auf und studierte 1972 bis 1977 Bauingenieurwesen an der TH Karlsruhe. Für sein Diplom mit Bestnoten erhielt er die Tulla-Medaille und den Bilfinger-Berger-Preis. 1978 bis 1983 war er wissenschaftlicher Mitarbeiter am Lehrstuhl für Baustatik bei Udo Vogel, bei dem er 1983 mit Auszeichnung promoviert wurde (Berechnung orthotroper Rechteckplatten nach der nichtlinearen Elastizitätstheorie für beliebige Randbedingungen). 1984 war er im Ingenieurbüro Harrer in Karlsruhe und 1984 bis 1986 Bauleiter bei Dyckerhoff & Widmann in Hamburg. Danach war er einige Monate im Ingenieurbüro Lockwood Greene in New York. Ab war er 1986 im Ingenieurbüro Windels Timm in Hamburg, wo er bald darauf 1988 geschäftsführender Gesellschafter wurde. Windels Timm wurde zu Windels Timm Morgen (WTM Engineers). Seit 2018 ist er dort Berater. Er ist seit 1990 Prüfingenieur für Bautechnik (in allen Fachrichtungen – Stahlbau, Massivbau, Holzbau – und auch international tätig) und EBA-Prüfingenieur.
2015 erhielt er die Emil-Mörsch-Denkmünze. 2019 wurde ihm der Tiefbaurechtspreis des CBTR verliehen.
Er ist im Vorstand der Studiengesellschaft für unterirdische Verkehrsanlagen (STUVA), ab 2005 als stellvertretender Vorsitzender. Weiterhin ist er Vorstandsmitglied im Verein carbon concrete composite (c3). Er war von 2010 bis 2019 Vorstandsmitglied in der Hafenbautechnischen Gesellschaft (HTG), in dessen Fachausschuss Ufereinfassungen er seit 1998 ist. 2019 wurde er zum Ehrenmitglied ernannt und erhielt den Möbius-Preis für sein Lebenswerk. Er ist Gründungsmitglied und war viele Jahre im Vorstand der Hamburgischen Ingenieurkammer-Bau (HIK). Von 1995 bis 2010 war er Landesvorsitzender der Prüfingenieure Bautechnik in Hamburg. Zehn Jahre war er im Vorstand des DAfStb.
Er ist leidenschaftlicher Hochsee-Segler.